# Cerovica (Samobor)
Cerovica is een plaats in de gemeente Samobor in de Kroatische provincie Zagreb. De plaats telt 6 inwoners (2001).